# Ирбитский хлебозавод

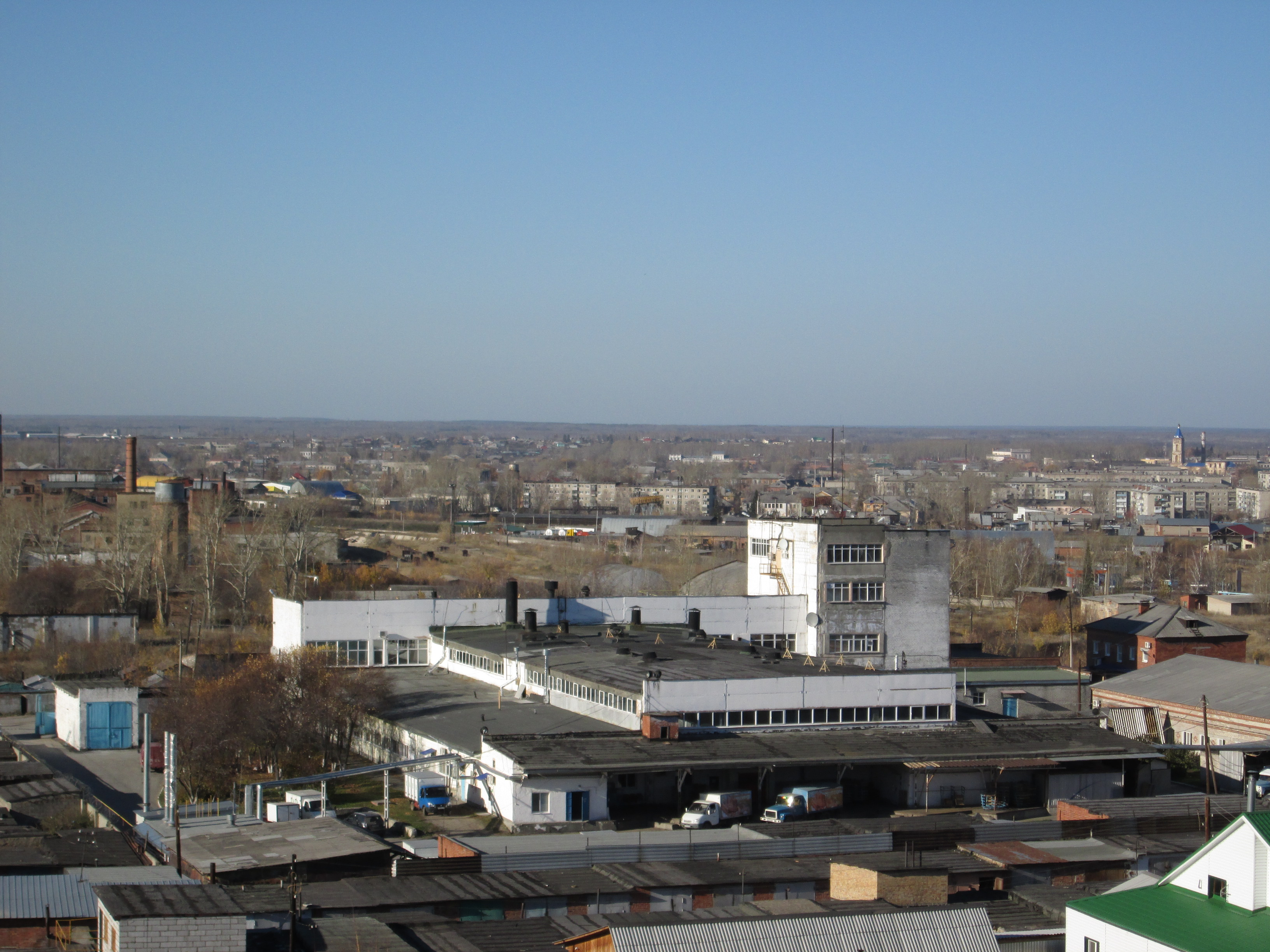
Ирбитский хлебозавод

Ирбитский хлебозавод — производитель хлеба, хлебобулочных и кондитерских изделий в Ирбите.
В 1973 году исполкомами города и района принято совместное решение о строительстве нового хлебозавода в Ирбите по типовому проекту мощностью 65 тонн хлебобулочных и кондитерских изделий в сутки. Пущен в несколько очередей в 1974—1976 годы, вначале на завод с производства 1939 года постройки переведены цех мелкоштучных изделий и кондитерский цех, в 1976 году введён в эксплуатацию хлебный цех, тогда же закрыто старое производство. В 1976 году проведена реконструкция только что построенного предприятия: установлена новая линия по производству мелкоштучных изделий, перепланированы некоторые помещения, на новых площадях размещён кондитерский цех, построен цех по отделке кремовых изделий.
Выпуск в первые годы — до 30—34 тонн хлебобулочных и кондитерских изделий в сутки, ассортимент насчитывал до 10 наименований. По состоянию на 2010-е годы выпускает 170 наименований продукции, которая сбывается в города Свердловской и Курганской областей.